# FIFA 21
A FIFA 21 a FIFA videójátéksorozat 2020-as verziója.

## Min játszható?
- PC
- Xbox One X
- Xbox One S
- Xbox Series X
- Xbox Series S
- PlayStation 4
- PlayStation 5

A játékba betett sok újítás Next Gen, vagyis csak Xbox Series S, Xbox Series X és PlayStation 5 konzolokon van.

## Csapatok
Szinte minden csapat licencjogát megvette a FIFA, viszont a nagy csapatok közül kettőét nem. Az AS Roma Roma FC-ként szerepel a játékban, a Juventus pedig Piemonte Calcioként.

## Stadionok
A FIFA 21-ben 14 stadion van, ami a valóságban is létezik.

## Kiírások
A topligák mindegyike benne van, és teljesen ugyanolyan, mint a közvetítésekben. A Bajnokok Ligája és az Európa Liga is benne van.